# 我的姐姐
《我的姐姐》（SISTER）是一部由殷若昕执导，游晓颖编剧，张子枫、肖央、朱媛媛、段博文、梁靖康主演的中国温情电影。2021年4月2日在中国上映。

## 剧情
讲述由于一场交通事故失去父母的姐姐安然在面对追求个人独立生活还是抚养弟弟问题上展开的一段姐弟亲情与艰难抉择的故事。

## 角色
| 演員               | 角色   | 介紹     |
| 张子枫 童年ː王圣迪 | 安然   | 姐姐     |
| 肖央               | 武东风 | 安然舅舅 |
| 朱媛媛             | 安蓉蓉 | 安然姑妈 |
| 段博文             | 钟勇   | 肇事司机 |
| 梁靖康             | 赵明   | 安然男友 |
| 金遥源             | 安子恒 | 安然弟弟 |

## 制作
2020年7月至9月在成都拍摄，这是张子枫与殷若昕导演继《再见，少年》后的再次合作，《再见，少年》原计划于2021年4月16日上映。也是编剧游晓颖继《相爱相亲》后的又一部亲情作品。

## 電影歌曲
| 曲序 | 曲目                   |        | 作曲 | 编曲 | 演唱   |
| ---- | ---------------------- | ------ | ---- | ---- | ------ |
| 1.   | 姐姐（主題曲）         | 張楚   | 張楚 | 張楚 | 王源   |
| 2.   | 舉鏡子的女孩（推廣曲） | 韓今涼 | 錢雷 | 錢雷 | 张子枫 |

## 发行
2020年12月31日，发布定档海报和定档预告，宣布中国将于2021年4月2日上映。2021年3月17日，由张楚制作、王源演唱的电影主题曲《姐姐》发布。3月24日，终极预告发布。3月30日，张子枫演唱的电影推广曲《举镜子的女孩》MV发布。3月28日、4月1日在部分城市开启点映。
中国大陆收获8.59亿人民币的高票房。
| 上一届： 《哥斯拉大战金刚》 | 2021年中國內地一周票房冠軍 第14-15週 | 下一届： 《名侦探柯南：绯色的子弹》 |

## 奖项
| 年份   | 颁奖礼                               | 奖项                     | 入围者       | 结果 |
| ------ | ------------------------------------ | ------------------------ | ------------ | ---- |
| 2021年 | 第34届中国电影金鸡奖                 | 最佳故事片               | 《我的姐姐》 | 提名 |
| 2021年 | 第34届中国电影金鸡奖                 | 最佳女主角               | 张子枫       | 提名 |
| 2021年 | 第34届中国电影金鸡奖                 | 最佳男配角               | 肖央         | 提名 |
| 2021年 | 第34届中国电影金鸡奖                 | 最佳录音                 | 周磊、武磊   | 提名 |
| 2021年 | 第34届中国电影金鸡奖                 | 最佳音乐                 |              | 提名 |
| 2023年 | 第19屆中國電影華表獎                 | 優秀女演員               | 張子楓       | 獲獎 |
| 2023年 | 第19屆中國電影華表獎                 | 優秀青年電影創作         |              | 提名 |
| 2024年 | 中国电影导演协会2020年至2023年度表彰 | 年度编剧（2021年度）     | 游晓颖       | 提名 |
| 2024年 | 中国电影导演协会2020年至2023年度表彰 | 年度青年导演（2021年度） | 殷若昕       | 提名 |
| 2024年 | 中国电影导演协会2020年至2023年度表彰 | 年度女演员（2021年度）   | 张子枫       | 提名 |